# 新人マンガ家発掘プロジェクト
新人マンガ家発掘プロジェクト（しんじんマンガかはっくつプロジェクト）は、テレビ埼玉のカルト的人気番組だった『関口さんII』（現・関口さん1）で放送されていたコーナー。お笑い芸人のワンインチが漫画家の卵を発掘するという趣旨で毎週放送されていた。

## 放送期間

### 開始
- 2005年10月、それまでレギュラー出演していた唐橋充の降板とワンインチが入れ替わる形で始まった。
- オーディションにはかなりの数の若手芸人が呼ばれた。
- 当初、ひできちは自分だけが起用されたと思いこんでいたが実際にはドッキリで相方であるやまけんも後にサプライズ登場。本人もかなり驚いたが嬉しかったと自身のブログで語っている。
- 当初コーナー内容を知らなかったが、オーディションの際にたまたま漫画『NARUTO -ナルト-』の財布を愛用していたことが好印象だったと同ブログで語っている。

### 終了
- 2006年4月、東京アニメフェスでの模様を最後に終了。かなり中途半端なところで終わっていることから様々な憶測が流れる。
- ちなみに同時に人気モデルでメインMCの工藤晴香も降板している。これで実質的に人気を保っていたタレントが抜け、人気声優の万田三兄弟を除けば、制作会社であるタッチプランニングに所属しているタレントだけが残った。また、このコーナーの話を掲載していたひできちのブログも過去ログが削除されている。

## 放送内容

### 出演者
- お笑い芸人のワンインチがレポートをしていた。初回はひできちだけだったが、途中から相方のやまけんも合流（前述）。それからは2人揃って登場した。
- 途中、月刊コーラスで『サムライカアサン』を連載中の板羽皆に出会う。これを機にその後出版された『サムライカアサン』の単行本第1巻にはワンインチが1コマだけ登場している。また、板羽皆の自宅も紹介されている。

### コーナーの流れ
- 初回でひできちがマンガ家の卵を発掘するように指令を受けるが、途中から助っ人として相方のやまけん登場。
- 本物のマンガ家である板羽皆と出会い、自宅にてインタビューをする。
- その後ひできちの寝起きドッキリがあり、そのまま高尾山へ念願成就の祈願。
- ロケの途中出会った、マンガ家志望のカップルの自宅に行く。
- 東京国際展示場にて『関口さんII』のブースがあることやDVDがリリースされていることを当日知る。初めて番組のファンとふれあう。

## DVD
- 関口さんII 10月&11月号
- 関口さんII 12月&1月号